# Жантасов, Курманбек Тажмаханбетович
Курманбе́к Тажмаханбетович Жанта́сов (род. 27 октября 1947, Чимкент) — казахский химик-технолог, доктор технических наук (1998), профессор (2002); лауреат Государственной премии Республики Казахстан (2005).

## Биография
Окончив в 1974 году Казахский химико-технологический институт с квалификацией «инженер химик-технолог».
Работал на Чимкентском фосфорном заводе, в 1975—1993 годы — в Казахском НИИ «Гипрофосфор» (инженер, младший, затем старший научный сотрудник, заведующий лабораторией). В это же время (1983—1986) учился в аспирантуре Ленинградского химико-технологического института.
C 1993 года преподаёт в Южно-Казахстанском университете имени М. О. Ауэзова: старший преподаватель кафедры «технология неорганических веществ» (1993—1999) и одновременно заместитель декана вечернего факультета (1993—1995), доцент, затем профессор кафедры химической технологии неорганических веществ, заведующий кафедрой «Безопасность жизнедеятельности и защита окружающей среды» (2009—2011), кафедрой «Химическая технология неорганических веществ» (2011—2014); с 2014 года — профессор кафедры химической технологии неорганических веществ.
В 2004 году заочно окончил Южно-Казахстанский университет по специальности «юриспруденция».
Воспитал троих сыновей и дочь.

## Научная деятельность
Основное направление исследований — термохимическое обогащение минерального сырья и техногенных отходов химических, горнодобывающих и других отраслей производств с улучшением экологической и промышленной безопасности.
В 1986 году защитил кандидатскую, в 1998 году — докторскую диссертацию. Стажировался в Лондоне (1991), в Хемницком техническом университете (2008).
Подготовил 5 кандидатов наук.
Автор более 250 научных работ, в том числе авторских свидетельств СССР, патентов России и Республики Казахстан; учебников и учебных пособий.

### Избранные труды
- Жантасов К. Т. Получение окатышей из фосфатокремнистых руд Каратау для электротермической переработки : Автореф. дис. … канд. техн. наук. — Л., 1986. — 24 с.
- Технологическое оснащение производства жёлтого фосфора: учебник / Под редакцией К. Т. Жантасова. — Шымкент: ЮКГУ им. М.Ауэзова, 2013. — 437 с.

## Награды и признание
- Государственная премия Республики Казахстан (2005) — за работу «Создание и организация инновационных технологий переработки природного и техногенного вторичного сырья»[3]
- «Лучший учёный года» Южно-Казахстанской области (2005)
- нагрудный знак «За заслуги в развитии науки Республики Казахстан» (2006)
- «Лучший преподаватель вуза» (2007)
- медаль «Облысқа сіңірген еңбегі үшін» (указ акима Южно-Казахстанской области № 1-291 от 1.10.2013)